# Cili (Zhangjiajie)
Der Kreis Cili (chinesisch 慈利县, Pinyin Cílì Xiàn) ist ein Kreis im Norden der chinesischen Provinz Hunan, der zum Verwaltungsgebiet der bezirksfreien Stadt Zhangjiajie gehört. Er hat eine Fläche von 3.480 Quadratkilometern und zählt 617.000 Einwohner (Stand: Ende 2018). Sein Hauptort ist die Großgemeinde Lingyang (零阳镇).

## Administrative Gliederung
Auf Gemeindeebene setzt sich der Kreis aus dreizehn Großgemeinden und achtzehn Gemeinden zusammen, davon sieben der nationalen Minderheit der Tujia. 